# Cuzion
Cuzion település Franciaországban, Indre megyében. Lakosainak száma 474 fő (2022. január 1.). Cuzion Baraize, Éguzon-Chantôme, Gargilesse-Dampierre és Saint-Plantaire községekkel határos.

## Népesség
A település népességének változása:
| Lakosok száma | 757  | 562  | 524  | 466  | 443  | 449  | 441  | 441  | 452  | 474  |
|               | 1968 | 1982 | 1990 | 2006 | 2011 | 2016 | 2017 | 2019 | 2020 | 2022 |